# Złotokap alpejski
Złotokap alpejski (Laburnum alpinum) – gatunek małego drzewa lub wysokiego krzewu należący do rodziny bobowatych, pochodzący z terenów górzystych południowej Europy. Gatunek bardzo podobny do złotokapu pospolitego, od którego różni się budową kwiatów i porą kwitnienia, prawie całkowitym brakiem owłosienia poszczególnych części rośliny, długością strąków i orzęsieniem liści. Gatunek należy do roślin silnie trujących, gdyż poszczególne części rośliny: nasiona, liście i korzenie zawierają silnie toksyczną cytyzynę. 

## Morfologia

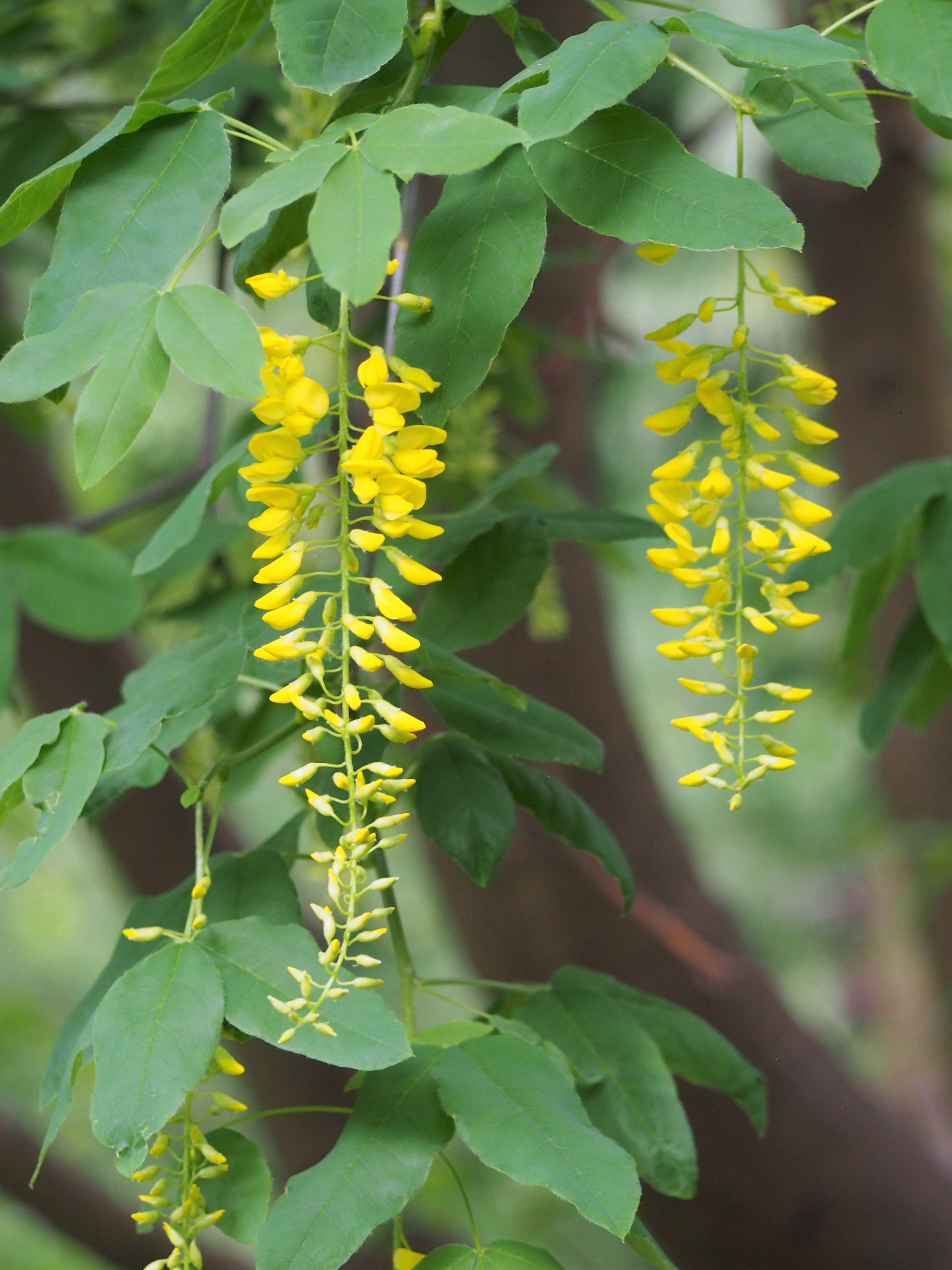
Kwiatostan i liście

PokrójDrzewo lub krzew dorastający do około 6 metrów wysokości o wyprostowanych gałęziach i lejkowatej koronie.
LiścieTrójlistkowe, długoogonkowe, pojedyncze listki szerokoeliptyczne brzegiem lekko orzęsione, od spodu srebrzysto owłosione.
KwiatyMotylkowe zazwyczaj pachnące, żółte skupione w gronach dorastających do 30 cm długości, kwitną w czerwcu, około 2 tygodni później niż kwiaty złotokapu zwyczajnego, o dużej dekoracyjności.
OwoceStrąki płaskie i wąsko-oskrzydlone o długości do 3,5 centymetrów, na jednym końcu wydłużone i zagięte do zewnątrz, wewnątrz drobne czarne nasiona.

## Wymagania i zastosowanie
Roślina preferuje miejsca dobrze nasłonecznione, gleby żyzne, często również wapienne, źle znosi gleby suche. Wykazuje odporność na mrozy do 5 strefy, w Polsce nie jest zupełnie mrozoodporny, wykazuje również odporność na silne wiatry, oraz na zanieczyszczenie powietrza, przez co często sadzony jest w dużych miastach. Ze względu na dużą dekoracyjność kwiatów i ich zapach używany jako roślina ozdobna.